# 野村義一
野村 義一（のむら ぎいち、1914年10月20日 - 2008年12月28日）は、北海道ウタリ協会理事長。

## 略歴
1914年、胆振の白老村に生まれる。幼少期から父親はおらず、母の野村ミツの元で育つ。母方の野村家は、白老の『コタンコロクル』（首長）の家系である。
1935年（昭和10年）、日本軍の第7師団月寒歩兵第25連隊に入隊する。1936年、白老漁協会に就職する。1939年、再び日本軍に徴兵されたが、1940年、除隊となった。1943年（昭和18年）、3度目の徴兵を受けた。1945年、樺太にてソ連軍に抑留されたが、1948年、引き揚げた。1949年に、白老漁業協同組合の専務理事となる。
1955年に、白老町議会議員に当選する。7期28年町議を務め、町議会副議長も経験した。
1960年、社団法人北海道ウタリ協会常務理事・書記長に就任する。1964年（昭和39年）、北海道ウタリ協会理事長に就任する。1996年まで、32年間理事長を勤め、その間、「北海道旧土人保護法」の廃止をめざして「アイヌに関する法律」案をまとめ、その制定をもとめて全国各地で活動した。また、アイヌ民族同胞の生活水準向上、アイヌ文化復興・振興、「先住権」の主張などで奮闘した。1988年に設立された『反差別国際運動』にも、理事として参加する。1992年（平成4年）12月のニューヨークの国連本部の「国際先住民年」開幕式典で記念演説し、1997年（平成9年）に制定された『アイヌ文化振興法』の実現にも尽力した。同年、北海道新聞文化賞を受賞。
2008年12月28日、登別市の登別厚生年金病院で死去した。

## 著書
- アイヌ民族を生きる　草風館　ISBN 978-4-88323-091-4